# Luigi Casale
Luigi Casale (Langosco, 22 novembre 1882 – Vigevano, 18 febbraio 1927) è stato un chimico italiano.

## Biografia

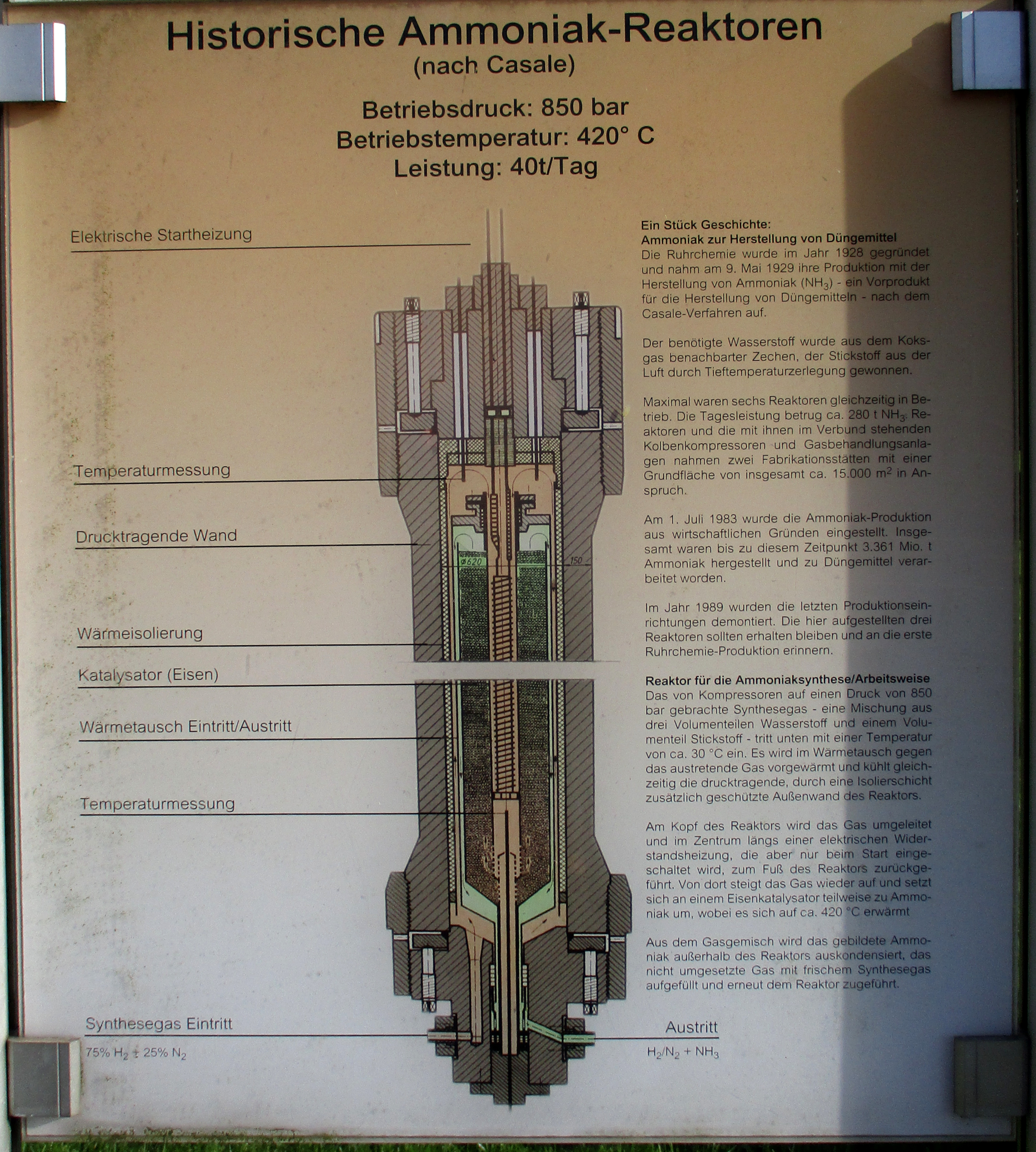
Disegno di un reattore di Casale

Chimico industriale, fu allievo di Arturo Miolati.
Ideò un processo di sintesi dell'ammoniaca che, assieme a quello di Giacomo Fauser, si diffuse in tutto in mondo e, dopo la prima guerra mondiale, gli fece acquistare fama internazionale.
Luigi Casale era originario di Langosco Lomellina. dove era nato nel 1882, terzo degli undici figli di Santino Casale, amministratore dei beni dei conti di Langosco. Si laureò in chimica presso l'Università di Torino, dove rimase alcuni anni prima come assistente e poi come aiuto nell'istituto di Chimica generale e di elettrochimica sotto la supervisione del Prof. Michele Fileti. Successivamente frequentò un corso di perfezionamento a Berlino nei laboratori di Walther Nernst, dove approfondì gli studi sul processo di sintesi dell'ammoniaca. Allo scoppio della prima guerra mondiale, Casale si arruolò, ma invece di essere inviato al fronte, fu destinato ad un gruppo di ricerca operante presso l'Istituto di Chimica dell'Università di Napoli, dove rimase fino al 1917 e dove offrì un importante contributo allo sforzo bellico, grazie ai suoi studi riguardanti la sintesi di gas asfissianti e sulla preparazione di antidoti per essi.
Un principio di avvelenamento causato da un incidente in laboratorio lo costrinse ad abbandonare queste ricerche ma non abbandonò il lavoro, trasferendone l'obiettivo sullo studio e metodo per la fabbricazione dell'ammoniaca sintetica. Nonostante le difficoltà finanziarie e tecniche derivate dalla travagliata situazione dell'Italia dell'immediato dopoguerra, Casale riuscì a realizzare il suo obiettivo, elaborando un nuovo processo di sintesi dell'ammoniaca mediante iperpressione. Nel 1919, a Rumianca, il primo impianto costruito secondo il metodo Casale riusciva a produrre circa 200 chilogrammi al giorno di ammoniaca sintetica.
Nel 1921, grazie a finanziamenti americani, fondò a Terni la Società Ammonia Casale, con nuovi impianti che gli consentirono di mettere a punto tecniche più perfezionate, di aumentare la produzione e di far conoscere questo procedimento anche all'estero. Molte industrie straniere vollero adottare questo processo, ma Casale, nonostante avesse ricevuto vantaggiose offerte per la cessione del brevetto, non smentì mai la sua coerenza di studioso perché volle che il brevetto rimanesse italiano e alle ditte straniere impose l'utilizzo di macchinari e tecnici italiani. La sua invenzione si rivelò fondamentale per le prospettive che apriva nel campo della fabbricazione di nuovi fertilizzanti azotati, destinati a favorire lo sviluppo dell'agricoltura.
Mentre il suo metodo si affermava in tutto il mondo, Casale proseguiva nei suoi studi; ma il principio di avvelenamento contratto negli anni della guerra aveva minato la sua salute, le cui condizioni andavano progressivamente peggiorando. Nel febbraio del 1927, a Vigevano, Casale fu stroncato da un improvviso collasso a soli 44 anni.